# ヒメナ・レストレポ
ヒメナ・レストレポ・ガビリア（Ximena Restrepo Gaviria、1969年3月10日 - ）は、コロンビアの陸上競技選手。1992年バルセロナオリンピックの銅メダリストである。現在はワールドアスレティックス副会長。

## 経歴
レストレポは、1988年ソウルオリンピックから4大会連続オリンピックに出場。1992年バルセロナオリンピックでは、女子400mに出場し、49.64秒のタイムで、フランスのマリー・ジョゼ・ペレク、EUNのオルガ・ブリズギナに次いで銅メダルを獲得。コロンビアの陸上選手としてオリンピック初のメダル獲得となった。
また、レストレポは、1991年のパンアメリカン大会の200mでも22.92秒で優勝している。
レストレポは、現在でも女子400mの南米記録保持者である。(2014年6月)。

## 自己ベスト
- 200m - 22秒92 (1991年)
- 400m - 49秒64 (1992年)

## 主な実績
| 年   | 大会               | 場所                       | 種目 | 結果 | 記録   |
| ---- | ------------------ | -------------------------- | ---- | ---- | ------ |
| 1991 | パンアメリカン大会 | ハバナ(キューバ)           | 200m | 2位  | 23秒16 |
| 1991 | パンアメリカン大会 | ハバナ(キューバ)           | 400m | 2位  | 50秒14 |
| 1991 | 世界陸上選手権     | 東京(日本)                 | 400m | 6位  | 50秒79 |
| 1992 | オリンピック       | バルセロナ(スペイン)       | 400m | 3位  | 49秒64 |
| 1993 | 世界陸上選手権     | シュトゥットガルト(ドイツ) | 400m | 5位  | 50秒95 |